# UEFA Women's Champions League 2018-2019 - Qualificazioni
Questa voce raccoglie un approfondimento sulle gare del turno preliminare di qualificazione dell'edizione 2018-2019 della UEFA Women's Champions League.

## Squadre partecipanti
Il sorteggio per il turno di qualificazione si è tenuto il 22 giugno 2018. Le 40 squadre che partecipano ai preliminari sono state divise in quattro fasce da dieci per il sorteggio in base al coefficiente UEFA del club, il quale tiene conto delle prestazioni nelle competizioni europee dalla stagione 2013–2014 alla 2017–2018 più il 33% del valore del coefficiente assegnato alla federazione nello stesso intervallo di tempo. In ogni gruppo, le squadre giocano una contro l'altra in un mini-torneo all'italiana con le teste di serie preselezionate. Le dieci vincitrici dei gironi e le migliori due seconde acquisiscono il diritto di accedere ai sedicesimi di finale.
| Squadra              | Coeff. |
| -------------------- | ------ |
| Slavia Praga         | 45,550 |
| Glasgow City         | 35,415 |
| BIIK Kazygurt        | 28,920 |
| Gintra Universitetas | 25,270 |
| Spartak Subotica     | 19,285 |
| Olimpia Cluj         | 15,960 |
| SFK 2000             | 14,630 |
| Minsk                | 14,460 |
| Avaldsnes            | 13,920 |
| Ajax                 | 13,250 |

| Squadra            | Coeff. |
| ------------------ | ------ |
| MTK Hungária       | 11,960 |
| Osijek             | 11,305 |
| Žytlobud-1 Charkiv | 10,470 |
| Basilea            | 10,890 |
| Þór/KA             | 9,930  |
| Pärnu              | 8,645  |
| Landhaus Vienna    | 8,415  |
| NSA Sofia          | 6,650  |
| Górnik Łęczna      | 6,600  |
| Barcelona FA       | 5,940  |

| Squadra              | Coeff. |
| -------------------- | ------ |
| Sporting Lisbona     | 5,465  |
| Wexford Youths       | 5,305  |
| Vllaznia             | 4,655  |
| Olimpia Lubiana      | 4,300  |
| Ataşehir Belediyesi  | 4,290  |
| Anderlecht           | 4,125  |
| Elpides Karditsas    | 3,135  |
| Honka                | 3,135  |
| Cardiff Metropolitan | 2,660  |
| Kiryat Gat           | 2,480  |

| Squadra                | Coeff. |
| ---------------------- | ------ |
| Slovan Bratislava      | 2,155  |
| Breznica               | 1,660  |
| Rīgas FS               | 1,330  |
| EB/Streymur/Skála      | 0,990  |
| Linfield               | 0,660  |
| Mitrovica              | 0,330  |
| Birkirkara             | 0,165  |
| Agarista-ȘS Anenii Noi | 0,165  |
| Martve                 | 0,000  |
| Dragon 2014            | 0,000  |

- in corsivo: squadra ospitante
- in grassetto: squadra qualificata

## Gruppi
In ogni gruppo, le squadre giocano una contro l'altra in un mini-torneo all'italiana con le teste di serie preselezionate. Le nove vincitrici dei gironi acquisiscono il diritto di accedere ai sedicesimi di finale. Le partite si svolgeranno nei giorni 22, 25 e 28 agosto 2017.
In caso di parità di punti tra due o più squadre di uno stesso gruppo, le posizioni in classifica verranno determinate prendendo in considerazione, nell'ordine, i seguenti criteri:
1. maggiore numero di punti negli scontri diretti tra le squadre interessate (classifica avulsa);
2. migliore differenza reti negli scontri diretti tra le squadre interessate (classifica avulsa);
3. maggiore numero di reti segnate negli scontri diretti tra le squadre interessate (classifica avulsa);
4. se, dopo aver applicato i criteri dall'1 al 3, ci sono squadre ancora in parità di punti, i criteri dall'1 al 3 si riapplicano alle sole squadre in questione. Se continua a persistere la parità, si procede con i criteri dal 5 al 9;
5. migliore differenza reti;
6. maggiore numero di reti segnate;
7. calci di rigore se le due squadre sono a parità di punti al termine dell'ultima giornata;
8. classifica del fair play;
9. posizione nel ranking UEFA.

N.B. Nella dicitura dei gironi viene indicata in corsivo la squadra ospitante.

### Gruppo 1
| Pos | Squadra        | Pt | G | V | N | P | GF | GS | DR |
| --- | -------------- | -- | - | - | - | - | -- | -- | -- |
| 1.  | Ajax           | 7  | 3 | 2 | 1 | 0 | 6  | 1  | +5 |
| 2.  | Þór/KA         | 7  | 3 | 2 | 1 | 0 | 5  | 0  | +5 |
| 3.  | Wexford Youths | 3  | 3 | 1 | 0 | 2 | 4  | 9  | -5 |
| 4.  | Linfield       | 0  | 3 | 0 | 0 | 3 | 2  | 7  | -5 |

Fonte: Sito UEFA Gruppo 1
| Arbitro: | Maria Marotta |

|                                                         |           |             |
| De Sanders 48’ Jansen 52’ Oudemast 67’ Van der Most 73’ | Marcatori | 46’ Jarrett |

| Arbitro: | Barbara Poxhofer |

|                        |           |  |
| Calderón 12’ Mayor 83’ | Marcatori |  |

| Arbitro: | Ewa Augustyn |

|                         |           |  |
| Salmi 28’ Lewerissa 48’ | Marcatori |  |

| Arbitro: | Barbara Poxhofer |

|  |           |                                           |
|  | Marcatori | 5’ Jessen 10’ Hannesdóttir 18’ Jonsdóttir |

| Belfast 13 agosto 2018, ore 17:00 CEST | Þór/KA        | 0 – 0 referto | Ajax | Seaview\| Arbitro: \| Maria Marotta \| |
| Arbitro:                               | Maria Marotta |               |      |                                        |

| Arbitro: | Ewa Augustyn |

|                       |           |                                           |
| Bell 5’ Timoney 90+3’ | Marcatori | 11’ (aut.) Perry 19’ Jarrett 90+5’ Murphy |

### Gruppo 2
| Pos | Squadra           | Pt | G | V | N | P | GF | GS | DR  |
| --- | ----------------- | -- | - | - | - | - | -- | -- | --- |
| 1.  | Barcelona FA      | 9  | 3 | 3 | 0 | 0 | 10 | 0  | +10 |
| 2.  | Minsk             | 6  | 3 | 2 | 0 | 1 | 7  | 2  | +5  |
| 3.  | Slovan Bratislava | 3  | 3 | 1 | 0 | 2 | 1  | 3  | -2  |
| 4.  | Olimpia Lubiana   | 0  | 3 | 0 | 0 | 3 | 0  | 13 | -13 |

Fonte: Sito UEFA Gruppo 2
| Arbitro: | Tinna Høj Christensen |

|                                                                  |           |  |
| Pilipenko 40’, 45+2’ Ogbiagbevha 44’, 77’ Šmatko 58’ Diakite 83’ | Marcatori |  |

| Arbitro: | Karoline Wacker |

|               |           |  |
| Freda 7’, 37’ | Marcatori |  |

| Arbitro: | Iuliana Demetrescu |

|               |           |  |
| Pilipenko 75’ | Marcatori |  |

| Arbitro: | Karoline Wacker |

|  |           |                                                        |
|  | Marcatori | 48’, 67’ Hayes 50’, 88’ Freda 51’ Akaffou 74’ Georgiou |

| Arbitro: | Tinna Høj Christensen |

|                |           |  |
| Freda 30’, 83’ | Marcatori |  |

| Arbitro: | Iuliana Demetrescu |

|           |           |  |
| Hollá 74’ | Marcatori |  |

### Gruppo 3
| Pos | Squadra       | Pt | G | V | N | P | GF | GS | DR  |
| --- | ------------- | -- | - | - | - | - | -- | -- | --- |
| 1.  | Glasgow City  | 6  | 3 | 2 | 0 | 1 | 10 | 2  | +8  |
| 2.  | Anderlecht    | 6  | 3 | 2 | 0 | 1 | 12 | 2  | +10 |
| 3.  | Górnik Łęczna | 6  | 3 | 2 | 0 | 1 | 13 | 2  | +11 |
| 4.  | Martve        | 0  | 3 | 0 | 0 | 3 | 0  | 29 | -29 |

Fonte: Sito UEFA Gruppo 3
| Arbitro: | Tanja Subotič |

|               |           |                                |
| Ivanuša 90+3’ | Marcatori | 24’ Van Kerkhoven 82’ Van Gorp |

| Arbitro: | Hristiana Guteva |

| |           |  |
| Grzywińska 4’ Grabowska 6’ Kamczyk 11’, 47’, 53’, 83’ Zdunek 44’, 49’ (rig.), 57’ (rig.) Zawistowska 68’ (rig.) Jędrzejewicz 69’ Sikora 77’ | Marcatori |  |

| Arbitro: | Shona Shukrula |

|                                                      |           |  |
| Grant 4’, 23’ Howat 48’, 68’, 86’ Love 52’ Clark 82’ | Marcatori |  |

| Arbitro: | Hristiana Guteva |

|  |           |             |
|  | Marcatori | 39’ Matysik |

| Arbitro: | Tanja Subotič |

|  |           |                   |
|  | Marcatori | 33’ Love 85’ Kerr |

| Arbitro: | Shona Shukrula |

|  |           |                                                                                                |
|  | Marcatori | 17’, 17’, 35’, 73’, 85’ De Caigny 26’, 67’ Van Kerkhoven 78’ Vătafu 82’ De Frère 82’ Merchiers |

### Gruppo 4
| Pos | Squadra             | Pt | G | V | N | P | GF | GS | DR  |
| --- | ------------------- | -- | - | - | - | - | -- | -- | --- |
| 1.  | Slavia Praga        | 9  | 3 | 3 | 0 | 0 | 15 | 3  | +12 |
| 2.  | MTK Hungária        | 4  | 3 | 1 | 1 | 1 | 9  | 7  | +2  |
| 3.  | Ataşehir Belediyesi | 4  | 3 | 1 | 1 | 1 | 10 | 10 | 0   |
| 4.  | Mitrovica           | 0  | 3 | 0 | 0 | 3 | 2  | 16 | -14 |

Fonte: Sito UEFA Gruppo 4
| Arbitro: | Karolina Radzik-Johan |

|                                                                                |           |                    |
| M. Dubcová 16’ Svitková 17’ Divišová 37’, 74’ Kožárová 42’, 59’ Jarchovska 72’ | Marcatori | 23’ Uraz 56’ Akaba |

| Arbitro: | Graziella Pirriatore |

|                                                                     |           |            |
| Nagy 7’ Demeter 44’ Oláh 48’ Csányi 51’ Pinczi 76’ (rig.) Molen 79’ | Marcatori | 82’ Gjegji |

| Arbitro: | Meitar Shemesh |

|                                                   |           |  |
| Divišová 51’, 57’ K. Dubcová 66’ Szewieczková 89’ | Marcatori |  |

| Arbitro: | Graziella Pirriatore |

|                           |           |                    |
| Uraz 31’ (rig.) Akaba 43’ | Marcatori | 33’ Nagy 37’ Molen |

| Arbitro: | Karolina Radzik-Johan |

|              |           |                                                           |
| Cappuzzo 39’ | Marcatori | 18’ Szewieczková 63’ K. Dubcová 72’ Divišová 88’ Svitková |

| Arbitro: | Meitar Shemesh |

|             |           |                                                       |
| Jashari 66’ | Marcatori | 2’ Sunday 22’, 63’ Houij 38’ Çınar 41’ Uraz 50’ Akaba |

### Gruppo 5
| Pos | Squadra          | Pt | G | V | N | P | GF | GS | DR  |
| --- | ---------------- | -- | - | - | - | - | -- | -- | --- |
| 1.  | Spartak Subotica | 9  | 3 | 3 | 0 | 0 | 10 | 0  | +10 |
| 2.  | Basilea          | 6  | 3 | 2 | 0 | 1 | 7  | 5  | +2  |
| 3.  | Kiryat Gat       | 1  | 3 | 0 | 1 | 2 | 4  | 8  | -4  |
| 4.  | Breznica         | 1  | 3 | 0 | 1 | 2 | 4  | 12 | -8  |

Fonte: Sito UEFA Gruppo 5
| Arbitro: | Petra Pavlíková |

|             |           |  |
| Pleuler 36’ | Marcatori |  |

| Arbitro: | Viola Raudziņa |

|                                                |           |  |
| Šundov 22’ Banecki 59’ Buser 65’ Peromingo 68’ | Marcatori |  |

| Arbitro: | Galiya Echeva |

|                                  |           |  |
| Okyere 13’, 58’ Rosa 40’ Hix 84’ | Marcatori |  |

| Arbitro: | Viola Raudziņa |

|  |           |                                 |
|  | Marcatori | 12’ Jenzer 40’ Buser 54’ Bunter |

| Arbitro: | Petra Pavlíková |

|  |           |                                                             |
|  | Marcatori | 36’ Hix 45+2’ (rig.) Slović 75’ Pavlović 87’ Matić 90’ Baka |

| Arbitro: | Galiya Echeva |

|                                              |           |                                                       |
| Jakovska 11’ Vujadinović 17’ Jankov 53’, 57’ | Marcatori | 8’ Laiu 36’ Avital 38’ Schulmann 40’ (aut.) Šaranović |

### Gruppo 6
| Pos | Squadra              | Pt | G | V | N | P | GF | GS | DR  |
| --- | -------------------- | -- | - | - | - | - | -- | -- | --- |
| 1.  | Žytlobud-1 Charkiv   | 9  | 3 | 3 | 0 | 0 | 16 | 3  | +13 |
| 2.  | Olimpia Cluj         | 6  | 3 | 2 | 0 | 1 | 10 | 6  | +4  |
| 3.  | Cardiff Metropolitan | 1  | 3 | 0 | 1 | 2 | 6  | 10 | -4  |
| 4.  | Birkirkara           | 1  | 3 | 0 | 1 | 2 | 3  | 16 | -13 |

Fonte: Sito UEFA Gruppo 6
| Arbitro: | Justina Lavrenovaitė |

|                               |           |                           |
| Bâtea 62’ Carp 72’ Browne 74’ | Marcatori | 24’ Clipston 73’ Phillips |

| Arbitro: | Marina Višnjić |

|                                                                                    |           |  |
| Ševčuk 6’ Apanaščenko 9’ Kunina 26’, 62’ Voronina 36’, 43’ Mozolska 78’ Petryk 85’ | Marcatori |  |

| Arbitro: | María Dolores Martínez Madrona |

|                                                            |           |            |
| Bâtea 17’ Browne 45’ Carp 61’, 90+2’ Ciolacu 72’ Voicu 77’ | Marcatori | 21’ Parnis |

| Arbitro: | Marina Višnjić |

|                         |           |                                                                       |
| Westhoff 25’ Murray 76’ | Marcatori | 5’ Ševčuk 10’ Ovdijčuk 39’ Kochnyeva 59’ (aut.) Finch 87’ Apanaščenko |

| Arbitro: | Justina Lavrenovaitė |

|                                 |           |          |
| Kunina 36’ Apanaščenko 50’, 71’ | Marcatori | 72’ Carp |

| Arbitro: | María Dolores Martínez Madrona |

|                         |           |                       |
| Giusti 27’ Carabott 44’ | Marcatori | 11’ Murray 35’ Turner |

### Gruppo 7
| Pos | Squadra           | Pt | G | V | N | P | GF | GS | DR |
| --- | ----------------- | -- | - | - | - | - | -- | -- | -- |
| 1.  | BIIK Kazygurt     | 9  | 3 | 3 | 0 | 0 | 9  | 1  | +8 |
| 2.  | Elpides Karditsas | 6  | 3 | 2 | 0 | 1 | 6  | 4  | +2 |
| 3.  | Landhaus Vienna   | 3  | 3 | 1 | 0 | 2 | 3  | 6  | -3 |
| 4.  | Rīgas FS          | 0  | 3 | 0 | 0 | 3 | 2  | 9  | -7 |

Fonte: Sito UEFA Gruppo 7
| Arbitro: | Marta Frias Acedo |

|                         |           |          |
| Gabelia 18’ Ikwaput 69’ | Marcatori | 7’ Ariza |

| Arbitro: | Ivana Projkovska |

|                               |           |             |
| Brunnthaler 18’ Aufhauser 46’ | Marcatori | 72’ Ševcova |

| Arbitro: | Kulmala |

|                                           |           |              |
| Arreta Betancourt 8’ Kollia 23’ Ariza 62’ | Marcatori | 86’ Kremener |

| Arbitro: | Ivana Projkovska |

|                                                         |           |  |
| Zhanatayeva 4’ Ihezuo 7’ Ikwaput 45+1’, 59’ Babshuk 83’ | Marcatori |  |

| Arbitro: | Marta Frias Acedo |

|  |           |                       |
|  | Marcatori | 35’ Gabelia 39’ Adule |

| Arbitro: | Kulmala |

|             |           |                      |
| Ševcova 59’ | Marcatori | 78’ Xanthi 81’ Spets |

### Gruppo 8
| Pos | Squadra                | Pt | G | V | N | P | GF | GS | DR  |
| --- | ---------------------- | -- | - | - | - | - | -- | -- | --- |
| 1.  | SFK 2000               | 9  | 3 | 3 | 0 | 0 | 10 | 0  | +10 |
| 2.  | Vllaznia               | 6  | 3 | 2 | 0 | 1 | 7  | 7  | 0   |
| 3.  | Pärnu                  | 3  | 3 | 1 | 0 | 2 | 4  | 5  | -1  |
| 4.  | Agarista-ȘS Anenii Noi | 0  | 3 | 0 | 0 | 3 | 1  | 11 | -10 |

Fonte: Sito UEFA Gruppo 8
| Arbitro: | Elvira Nurmustafina |

|                        |           |  |
| Bannikova 49’ Tülp 66’ | Marcatori |  |

| Arbitro: | Silvia Domingos |

|                                                              |           |  |
| Bojat 27’ Spahić 45+2’ Kamerić 56’ Hadžić 80’ Djoković 90+2’ | Marcatori |  |

| Arbitro: | Henrikke Nervik |

|                               |           |                 |
| Franja 18’ Gjini 48’ Doçi 80’ | Marcatori | 12’ Ščerbačenia |

| Arbitro: | Silvia Domingos |

|                                                    |           |  |
| Medić 3’, 31’ Djoković 23’, 45+3’ (rig.) Bojat 47’ | Marcatori |  |

| Arbitro: | Elvira Nurmustafina |

|                |           |                         |
| Ščerbačenia 9’ | Marcatori | 26’ Djoković 30’ Hadžić |

| Arbitro: | Henrikke Nervik |

|                  |           |                                  |
| Colesnicenco 89’ | Marcatori | 38’, 54’ Muja 41’ Doçi 46’ Gjini |

### Gruppo 9
| Pos | Squadra              | Pt | G | V | N | P | GF | GS | DR  |
| --- | -------------------- | -- | - | - | - | - | -- | -- | --- |
| 1.  | Gintra Universitetas | 7  | 3 | 2 | 1 | 0 | 17 | 1  | +16 |
| 2.  | Honka                | 7  | 3 | 2 | 1 | 0 | 13 | 1  | +12 |
| 3.  | NSA Sofia            | 3  | 3 | 1 | 0 | 2 | 3  | 14 | -11 |
| 4.  | EB/Streymur/Skála    | 0  | 3 | 0 | 0 | 3 | 0  | 17 | -17 |

Fonte: Sito UEFA Gruppo 9
| Arbitro: | Sarah Garratt |

|                                          |           |  |
| Radoyska 18’ Gospodinova 37’ Zheleva 68’ | Marcatori |  |

| Arbitro: | Zuzana Kováčová |

|             |           |                        |
| Smeda 90+1’ | Marcatori | 31’ (rig.) Vehvilainen |

| Arbitro: | Sandra Strub |

|                                                       |           |  |
| Tolvanen 16’ Rantala 31’ Malinen 45’, 61’ Auvinen 64’ | Marcatori |  |

| Arbitro: | Zuzana Kováčová |

|                                                                   |           |  |
| Smeda 5’ Alekperova 22’ Freitas 55’, 65’ (73) Țabur 59’ Baham 82’ | Marcatori |  |

| Arbitro: | Sarah Garratt |

|  |           | |
|  | Marcatori | 13’ Veličkaitė 14’ (aut.) Naydenova 22’, 68’ Čubrilo 39’, 73’ Freitas 55’ Gailevičiūtė 80’ Țabur 87’ Gudchenko |

| Arbitro: | Sandra Strub |

|  |           |                                                                                              |
|  | Marcatori | 44’ Huusko 57’ Tolvanen 64’ Lappalainen 69’, 90+3’ (rig.) Vehvilainen 73’ Punsar 84’ Vlasoff |

### Gruppo 10
| Pos | Squadra          | Pt | G | V | N | P | GF | GS | DR  |
| --- | ---------------- | -- | - | - | - | - | -- | -- | --- |
| 1.  | Avaldsnes        | 7  | 3 | 2 | 1 | 0 | 8  | 4  | +4  |
| 2.  | Sporting Lisbona | 6  | 3 | 2 | 0 | 1 | 9  | 3  | +6  |
| 3.  | Osijek           | 4  | 3 | 1 | 1 | 1 | 15 | 5  | +10 |
| 4.  | Dragon 2014      | 0  | 3 | 0 | 0 | 3 | 0  | 20 | -20 |

Fonte: Sito UEFA Gruppo 10
| Arbitro: | Sofia Karagiorgi |

|                                        |           |                       |
| Enganamouit 3’ Waldus 61’ Pedersen 89’ | Marcatori | 38’ Borges 48’ Wojcik |

| Arbitro: | Volha Ciareška |

| |           |  |
| Andrlić 8’, 45+12’, 58’ Joščak 10’, 45’ Bulut 45+9’ Balić 49’, 50’, 56’ Lojna 55’ Balog 68’, 72’ Maltašić 80’ | Marcatori |  |

| Arbitro: | Reelika Turi |

|                                |           |  |
| O'Brien 11’ Luana 21’ Duda 70’ | Marcatori |  |

| Arbitro: | Volha Ciareška |

|                           |           |  |
| Wojcik 17’ Silva 38’, 75’ | Marcatori |  |

| Arbitro: | Sofia Karagiorgi |

|                      |           |                          |
| Joščak 39’ Šalek 60’ | Marcatori | 18’ Abrahamsen 82’ Luana |

| Arbitro: | Reelika Turi |

|  |           |                                                  |
|  | Marcatori | 11’ Silva 27’ Fontemanha 81’ Capeta 90+3’ Borges |

### Raffronto tra le seconde classificate
Le migliori due tra le seconde classificate si qualificano, insieme alle vincitrici dei gironi, ai sedicesimi di finale. Per determinarne la classifica vengono considerate le partite contro la prima e la terza del gruppo e i criteri per stilare la classifica sono, in ordine di rilevanza, i seguenti:
1. maggior numero di punti ottenuti
2. superiore differenza goal
3. maggior numero di reti segnate
4. miglior punteggio coefficiente club
5. fair play nelle 3 partite del girone

| Pos | Gr | Squadra           | Pt | G | V | N | P | GF | GS | DR |
| --- | -- | ----------------- | -- | - | - | - | - | -- | -- | -- |
| 1.  | 9  | Honka             | 4  | 2 | 1 | 1 | 0 | 6  | 1  | +5 |
| 2.  | 1  | Þór/KA            | 4  | 2 | 1 | 1 | 0 | 3  | 0  | +3 |
| 3.  | 10 | Sporting Lisbona  | 3  | 2 | 1 | 0 | 1 | 5  | 3  | +2 |
| 4.  | 7  | Elpides Karditsas | 3  | 2 | 1 | 0 | 1 | 4  | 3  | +1 |
| 5.  | 3  | Anderlecht        | 3  | 2 | 1 | 0 | 1 | 2  | 2  | 0  |
| 6.  | 6  | Olimpia Cluj      | 3  | 2 | 1 | 0 | 1 | 4  | 5  | -1 |
| 7.  | 2  | Minsk             | 3  | 2 | 1 | 0 | 1 | 1  | 2  | -1 |
| 8.  | 5  | Basilea           | 3  | 2 | 1 | 0 | 1 | 3  | 5  | -2 |
| 9.  | 8  | Vllaznia          | 3  | 2 | 1 | 0 | 1 | 3  | 6  | -3 |
| 10. | 4  | MTK Hungária      | 1  | 2 | 0 | 1 | 1 | 3  | 6  | -3 |